# Jarbas Faustinho Canè
Jarbas Faustinho, más conocido como Canè (Río de Janeiro, RJ, Brasil, 21 de septiembre de 1939), es un exfutbolista y entrenador brasileño. Jugaba de delantero.

## Trayectoria

Una formación del Napoli en la temporada 1974-75.
Canè es el segundo de la izquierda en la fila de abajo.

Canè comenzó su carrera en la cantera del Olaria de Río de Janeiro. En 1962 fue adquirido por el Napoli italiano, con el que ganó una Copa de los Alpes y donde permaneció hasta 1969, firmando después por el Bari.
Sin embargo en la temporada 1972/73 volvió a Nápoles, que se convirtió en su ciudad de adopción, para jugar otras tres temporadas con la camiseta azzurra. Se retiró en 1975.
Ha sido entrenador de varios equipos: el equipo juvenil del Napoli, la Frattese de Frattamaggiore, la Turris de Torre del Greco, la Afragolese de Afragola, el Sorrento, la Campania-Puteolana de Pozzuoli, la Sambenedettese, la Juventus Stabia de Castellammare di Stabia, el Ischia Isolaverde y, en la temporada 1994/95, el primer equipo del Napoli junto al director técnico Vujadin Boškov. Su carrera de entrenador se concluyó en el Avezzano.

## Clubes

### Como futbolista
| Club                                      | País   | Año       |
| ----------------------------------------- | ------ | --------- |
| A. C. Napoli (S. S. C. Napoli desde 1964) | Italia | 1962-1969 |
| A. S. Bari                                | Italia | 1969-1972 |
| S. S. C. Napoli                           | Italia | 1972-1975 |

### Como entrenador
| Club                             | País   | Año       |
| -------------------------------- | ------ | --------- |
| S. S. C. Napoli (equipo juvenil) | Italia | 1976-1977 |
| U. S. Frattese                   | Italia | 1978-1979 |
| S. P. Turris                     | Italia | 1979-1981 |
| P. C. Afragolese                 | Italia | 1981-1984 |
| Sorrento Calcio                  | Italia | 1984-1987 |
| P. C. Afragolese                 | Italia | 1987-1988 |
| S. S. C. Campania-Puteolana      | Italia | 1988-1989 |
| Sambenedettese Calcio            | Italia | 1989-1990 |
| A. C. Juventus Stabia            | Italia | 1989-1990 |
| A. S. Ischia Isolaverde          | Italia | 1993-1994 |
| S. S. C. Napoli                  | Italia | 1994-1995 |
| Avezzano Calcio                  | Italia | 2000-2001 |

## Palmarés

### Como futbolista
| Título            | Club            | País   | Año  |
| ----------------- | --------------- | ------ | ---- |
| Copa de los Alpes | S. S. C. Napoli | Italia | 1966 |

### Como entrenador
| Título   | Club                        | País   | Año       |
| -------- | --------------------------- | ------ | --------- |
| Serie D  | P. C. Afragolese            | Italia | 1981-1982 |
| Serie C2 | S. S. C. Campania-Puteolana | Italia | 1988-1989 |